# Gare de Saint-Jean-d’Angély
Gare de Saint-Jean-d’Angély – stacja kolejowa w Saint-Jean-d’Angély, w departamencie Charente-Maritime, w regionie Nowa Akwitania, we Francji.
Jest obsługiwana przez pociągi TER Poitou-Charentes (linia z Niort do Saintes).
Stacja składa się z dwóch peronów.
| Saint-Jean-d’Angély                    |  |                                                |
| Linia Chartres - Bordeaux (463,049 km) |  |                                                |
| Loulayodległość: 12,405 km             |  | Saint-Hilaire-Brizambourg odległość: 10,824 km |